# ジャクソン＝バニク修正条項
ジャクソン＝バニク修正条項（ジャクソン＝バニクしゅうせいじょうこう）とは、アメリカ合衆国1974年通商法第4編の通称。自由移民と人権を制限する非市場国（共産国家）に対して、最恵国待遇を与えない（GATT加盟国であれば差別待遇はできない）ことで、共産圏諸国に在住するユダヤ人の非共産圏への移住の制限への制裁とした法律。

## 概要
ソビエト連邦は海外移住に際し、ソ連国内で教育を受けた者には人頭税を、ユダヤ人にはさらに高率の出国税を設定していた。1974年、アメリカは民主党のジャクソン上院議員とバニク下院議員の提案により本条項が盛り込まれ、移民の自由を認めない共産圏国家への最恵国待遇の取り消しや政府による信用供与、信用保証、投資補償、商業協定の締結を禁じた。同法にソ連は反発して1975年1月、最恵国待遇の付与を規定していた米ソ通商協定を破棄した。しかし、結果として在ソユダヤ人のイスラエルやアメリカなどへの移住者は増え、1990年にはソ連もユダヤ人の出国を全面解禁するに至った。同法が効力を発揮した1975年1月以降のユダヤ人移民者は、アメリカに50万人、イスラエルに100万人と言われる。
ジャクソン＝バニク修正条項は対象国について、アメリカ国務省が国連人権宣言に従っていると判断した場合に最恵国待遇を与えるとしているが、ロシアに対しては1992年以降、年に1回、これを更新してきた。2012年のロシアのWTO正式加盟に際して、アメリカはロシアが批准する同年7月22日までにジャクソン＝バニク修正条項を廃止せねば、ロシアからの最恵国待遇を受けることができなくなる。しかしロシアの人権侵害への危惧はくすぶっており、実際、ロシアのビジネス界の大物と政府高官による大規模な脱税を暴露したセルゲイ・マグニツキー弁護士が2008年1月に逮捕され、持病の治療も拒否され、不当な勾留の末に2009年12月に獄死した「マグニツキー事件」が発生している。
これらを受けて、ロシアに対し、ジャクソン＝バニク修正条項の適用を除外する法案は、ロシアにおいて拷問などの人権侵害を行った者のアメリカへの入国の拒否、資産の凍結を行うなどロシアの人権状態に関する監視の条項を追加して、Russia and Moldova Jackson-vanik Repeal and Sergei Magnisky Rule of law Accountability Act of 2012(H.R.6156)（ロシア及びモルドバ、ジャクソン＝バニク除外及びセルゲイ・マグニツキー説明責任法）として、2012年11月6日に下院本会議において、賛成365（共和党227、民主党138）反対43（共和党6、民主党37）棄権25(共和党7、民主党18)で可決された。ついで上院本会議において12月6日に賛成92（共和党46、民主党45、無所属1）反対4（民主党3、無所属1）棄権4(共和党1、民主党3)で可決され、12月14日に大統領署名を経てPUBLIC LAW112–208 126 STAT.1496として成立し、これに基づきロシア及びモルドバについて1974年通商法第４編(ジャクソン＝バニク修正条項)が適用されないことを決定し、無差別待遇（通常貿易関係）の延長を布告する権限が大統領に付与され、これに基づき、2012年12月20日付け大統領布告8920号（連邦官報2012年12月28日（VOL77,No249)に掲載 77 FR 76797)によりロシアに対し、ジャクソン＝バニク修正条項の適用が除外された。なお、ジャクソン＝バニク修正条項自体は廃止されていない。
なおロシアはマグニツキー弁護士の死因は心臓発作であり、拷問や人権侵害の事実は無いという立場をとっている。またマグニツキー法の制定に強く反発しており、2009年に発生したアメリカ人と養子縁組をした20ヶ月の幼児であるジーマ・ヤコブレフが炎天下の乗用車内に放置されて死亡したが、養父の過失を認めなかった事件を発端としてアメリカ人との養子縁組を禁止する「ジーマ・ヤコブレフ法」を成立させ、対抗措置としている。ジーマ・ヤコブレフ法はロシア人とアメリカ人の養子縁組を全面禁止し、養子縁組に関する米露協力協定も破棄、またアメリカの出資するNGOのロシア国内での政治活動を禁止し、ロシア人の人権を侵害したとされるアメリカ人へのビザの発給も停止するものである。